# Barwy panarabskie

Flaga panarabska

Flaga panarabskiej partii Baas, Państwa Palestyna oraz Federacji Arabskiej; szeroko rozpowszechniona w świecie arabskim

Barwami panarabskimi są barwy czerwona, zielona, biała i czarna. Pochodzą one od barw czterech wielkich dynastii arabskich: Umajjadów (biała), Abbasydów (czarna), Fatymidów (zielona) i Haszymidów (czerwona).
Flagi wielu państw arabskich są obecnie wzorowane na barwach panarabskich.
- Azja
  -  Irak
  -  Jordania
  -  Jemen
  -  Kuwejt
  -  Oman
  -  Palestyna
  -  Syria
  -  Zjednoczone Emiraty Arabskie
- Afryka
  -  Algieria
  -  Egipt
  -  Libia
  -  Sudan
  -  Sahara Zachodnia